# Giouvetsi

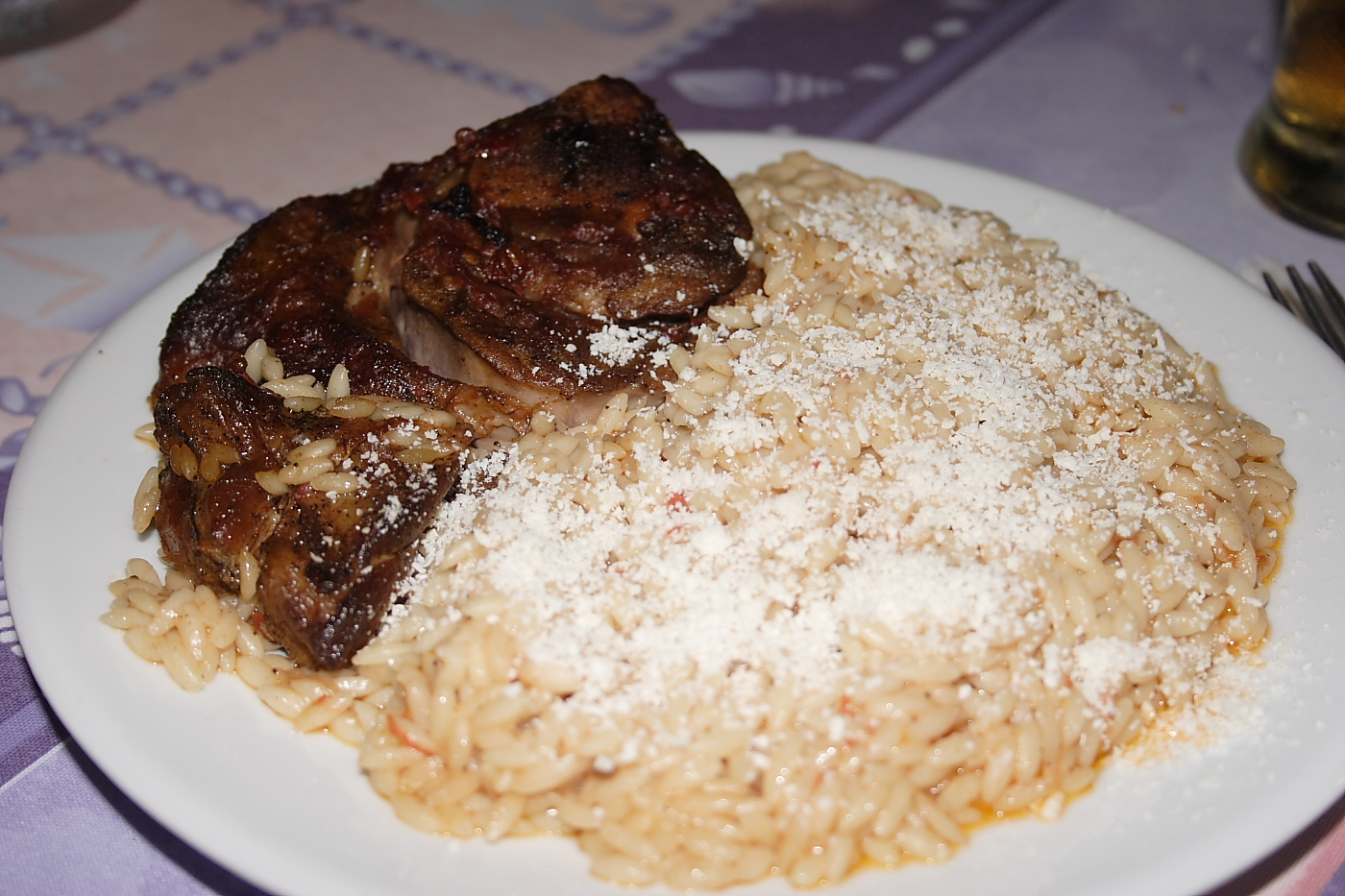
Giouvetsi.

Giouvetsi är en ugnsbakad grekisk kötträtt som görs antingen på kyckling-, lamm- eller nötkött. Receptet kräver en del förberedelse och lång tillagningstid. Ingredienser är köttet, pasta (traditionellt risoni eller hilopites), och tomatsås som vanligtvis kryddats med kanel eller lagerblad. Andra vanliga ingredienser är olika sorters lökar, vitlök, köttbuljong och rött vin samt ost att servera med.